# نشاط الهاشتاغ (الوسم)

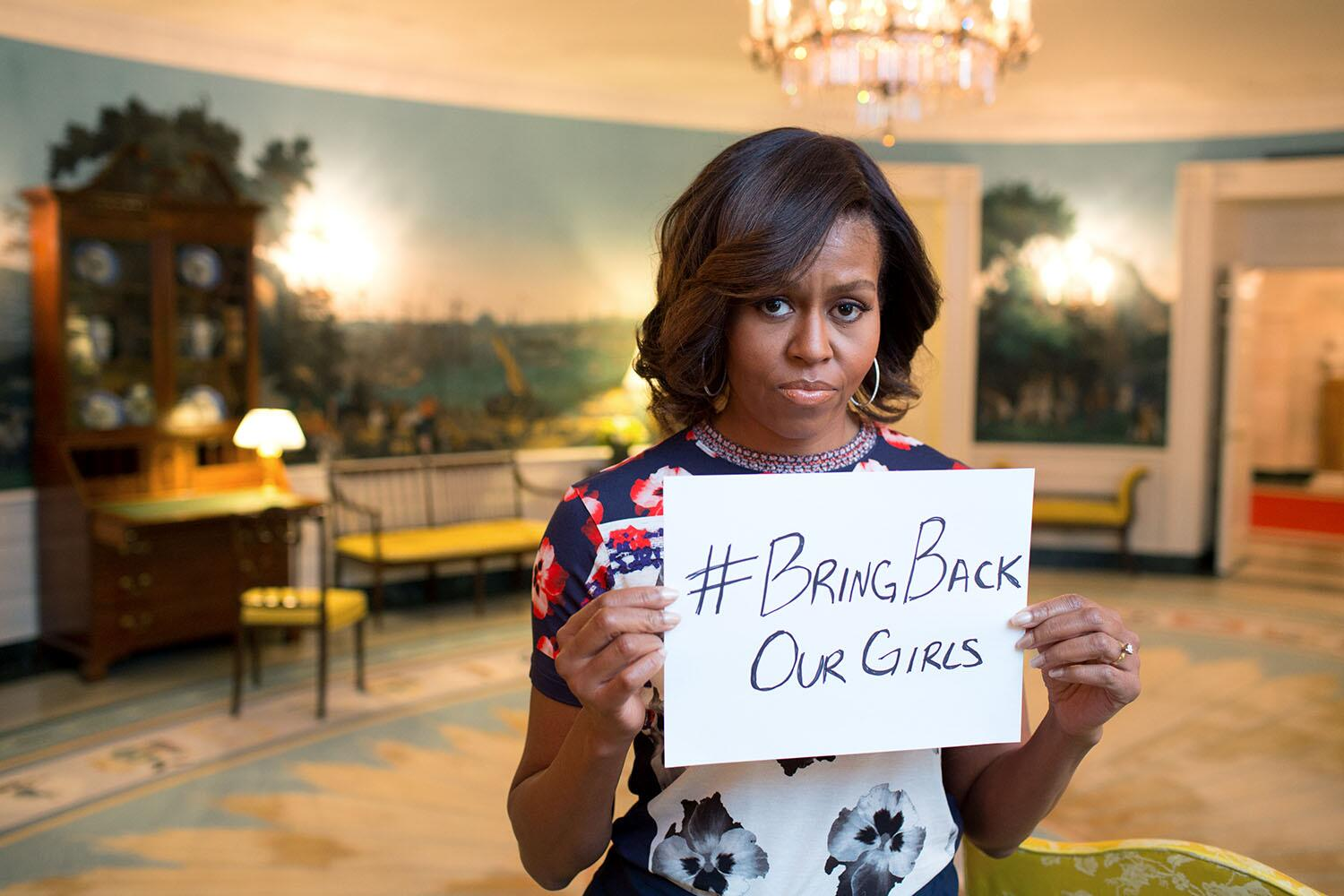

نشاط الهاشتاغ هو مصطلح صاغته وسائل الإعلام يشير إلى استخدام هاشتاغات تويتر في نشاط الإنترنت. ويمكن أيضا استخدام المصطلح للإشارة إلى أفعال إظهار الدعم لقضية ما من خلال مشاركة أو غير ذلك على أي منصة إعلامية اجتماعية، مثل فيس بوك أو تويتر. الهدف من هذا النشاط هو مشاركة بعض القضايا مع الأصدقاء والمتابعين على أمل أن يتبادلوا نفس المعلومات أيضًا. وهذا يؤدي إلى نقاش واسع النطاق مما يسمح بحدوث تغيير. إلا أن الهاشتاغات استخدمت أيضا لمناقشة القضايا الاجتماعية والسياسية، ويمكن اعتبارها وسيلة لمساعدة أو بدء الثورة من خلال زيادة عدد الداعمين من مختلف أنحاء العالم. إن نشاط الهاشتاغ هو وسيلة لاستخدام وسائل التواصل على نطاق أوسع وجعلها ديمقراطية بطريقة تمكن الجميع من التعبير عن آرائهم.
وقد تلقى مفهوم نشاط الهاشتاج انتقادات من كل من المنتقدين والمؤيدين. يقول بعض المؤيدين أن استخدام وسائل الإعلام الإجتماعية في النشاط هو فكرة جيدة لأنه يسمح للشخص بالتواصل مع الناس من جميع أنحاء العالم في وقت قصير. أما النقاد من ناحية أخرى، فإنهم يتساءلون ما إذا كان نشاط الهاشتاغ يؤدي إلى تغيير حقيقي حيث يعبر المستخدمون ببساطة على اهتمامهم بالقضية، بدلا من اتخاذ إجراءات محددة لإحداث تغيير.

## تاريخ
فكرة الهاشتاغات صنعها كريس ميسينا، مطور سابق في شركة جوجل، في عام 2007. كان يريد إنشاء منصة حيث يمكن للناس تنظيم محادثاتهم. مع تسهيل الوصول إلى هذه المنصة عبر الهاتف وسهولة استخدامها. وكان هدفه هو أن يكون هناك مصدر مفتوح يتم من خلاله تشجيع الناس على التعبير عن آرائهم بحرية حول ما يفكرون به حول المواضيع المختلفة.
أقدم ذكر لهذا المصطلح هو من صحيفة الجارديان في عام 2011، حيث ورد ذكره في سياق وصف احتجاجات وول ستريت. استخدم الهاشتاغ كوسيلة لتنسيق المحادثة عبر الإنترنت، وإيجاد المؤيدين. ومنذ ذلك الحين، يستخدم المصطلح للإشارة إلى استخدام الهاشتاغات في عدة مواقع التواصل الاجتماعي، مثل تويتر، فيسبوك، انستغرام وتمبلر.

## أمثلة على الهاشتاغ

### اجث على ركبتك (#TakeAknee)
هي حركة منذ عام 2016 أنشئت بنية لفت الانتباه إلى وحشية الشرطة وعدم المساواة والعنصرية التي تحدث في أمريكا. هذه الحركة بدأها أساسا رياضيو دوري كرة القدم الأمريكي، وأبرزهم كولين كايبنيك، من خلال الركوع طوال فترة النشيد الوطني؛ وقد أثار هذا العمل جدلا كبيرا لأن القوميون فسروه على أنه عمل غير محترم يسيء للعلم الأميركي وقدامى المحاربين والقيم التي يمثلها العلم. أدت هذه الحركة في النهاية إلى ظهور هاشتاج مقاطعة الدوري الأمريكي وجدل أدى إلى حظر يلزم اللاعبين بالوقوف للنشيد الوطني، أو البقاء في غرفة تغيير الملابس.

## حقوق المرأة

### نعم لكل النساء (#YesAllWomen)
هو هاشتاغ على تويتر وحملة على وسائل التواصل الاجتماعي يشارك فيها المستخدمون أمثلة أو قصص عن كراهية النساء والعنف ضد المرأة، وذلك للتعبير عن أن جميع النساء متضررات من العنصرية والتحرش الجنسي. وسرعان ما أصبحت النساء يستخدمن هذا الهاشتاج في جميع وسائل الإعلام الاجتماعية لتبادل قصصهن في التحرش الجنسي والتحيز الجنسي. حظي هذا الهاشتاغ بشعبية في مايو 2014 فيما يتعلق بالمناقشات التي دارت حول عمليات القتل التي حدثت في إيسلما فيستا عام 2014.

### أبدو كمهندس (#ilooklikeanengineer)
وفي أغسطس 2015، بدأت هذه الحركة من قبل إيزيس أنكالي للترويج لمناقشة القضايا الجندرية، قامت أنكالي بتدشين الهاشتج ردا على ردود الفعل العنيفة بشأن ظهور وجهها في حملة إعلانية للشركة التي تعمل لحسابها. بعد مرور عام على تدشين  #iokolakensing قام 250,000 شخص باستخدام الهاشتاغ.

## دعم نشاط الهاشتاغ
أظهر مسح رقمي أجري على الإنترنت في عام 2014 أن 64٪ من الأميركيين الذين شملهم الاستطلاع قالوا إنهم أكثر ميلا لدعم القضايا الاجتماعية والبيئية من خلال التطوع، والتبرع، وتبادل المعلومات، إلخ. بعد أن أحبوا مادة نشر أو تابعوا صفحة غير ربحية على الإنترنت. كما أظهرت نفس الدراسة أن 58٪ من الأميركيين الذين شملهم الاستطلاع شعروا أن استخدام تويتر أو النشر يشكل شكلا فعالا من أشكال الدعوة.
وفي حين يشعر النقاد بالقلق من أن يؤدي نشاط الهاشتاج إلى عدم وجود حركة حقيقية على الأرض، فإن مؤيدي نشاط الهاشتاغ يعتقدون أنه فعال لأنه يسمح للناس بالتعبير بسهولة عن آرائهم وتثقيف أنفسهم حول العديد من القضايا. وبإضافة هاشتاج أمام عبارات مؤثرة، يمكن للناس العثور على معلومات عن حركة محددة وتتبع الأحداث المختلفة التي تحدث لهذه الحركة، ومن الأسهل الضغط على الهاشتاج ورؤية ما قاله ونشره الآخرون والتفاعل معهم حول الموضوع. يقول المؤيدون أنه من خلال الهاشتاغ يمكن للناس معرفة المزيد عن طرق المشاركة المدنية وحضور الاحتجاجات. ولأن نشاط الهاشتاج يحدث على مواقع التواصل الاجتماعي مع ملايين المستخدمين يوميًّا، فيجادل البعض أيضا بأنه يعرض الأفراد لقصص شخصية أكثر، وبالتالي يحول الآراء العامة ويساعد الضحايا على الحصول على الدعم.
يمكن النظر إلى نشاط الهاشتاغ على أنه خدمة سرد لأنه يجلب القراء للمشاركة في إنتاج مشترك لمختلف الهاشتاغات. لكل هاشتاغ بداية، صراع، ونهاية تمامًا كسرد. والناس قادرون على مشاركة قصصهم المتعلقة بهاشتاغ، ومشاعر، وأفكار شخصية. كل هذا يخلق سردا ضخما للوسم يحفز على المواجهة ويشجع المشاركة من خلال القراءة والتعليق وإعادة التغريد.
كما تبين أن نشاط الهاشتاغ يؤثر على السياسات والقرارات التي تتخذها المنظمات. وهي قادرة على تحقيق ذلك لأنها تزود المؤسسات بطريقة سريعة وسهلة للنظر إلى الرأي العام والاستنكار.
تلقى نشاط هاشتاغ الدعم من نشطاء التواصل الاجتماعي البارزين مثل بيف غودمان، الذي أطلق حملة #WhyoIStaid من أجل النساء اللواتي عانين من سوء المعاملة المنزلية. وصرح في مقابلة مع موقع إن بي آر أن: «الجمال في نشاط الهاشتاغ هو أنه يخلق فرصة للمشاركة المستمرة، وهو أمر مهم لأي قضية».